# Heinz Hermann (psychiatra)
Heinz Hermann (hebr. ‏היינץ הרמן‎, ur. 18 sierpnia 1892 w Królewcu, zm. 20 listopada 1948 w Jerozolimie) – żydowski i izraelski lekarz psychiatra, działacz ruchu syjonistycznego. Studiował medycynę w Królewcu, Berlinie, Monachium i Fryburgu. Do Palestyny emigrował w 1924 roku. W 1937 opisał tzw. syndrom jerozolimski.